# Roosje de Winter-Levy

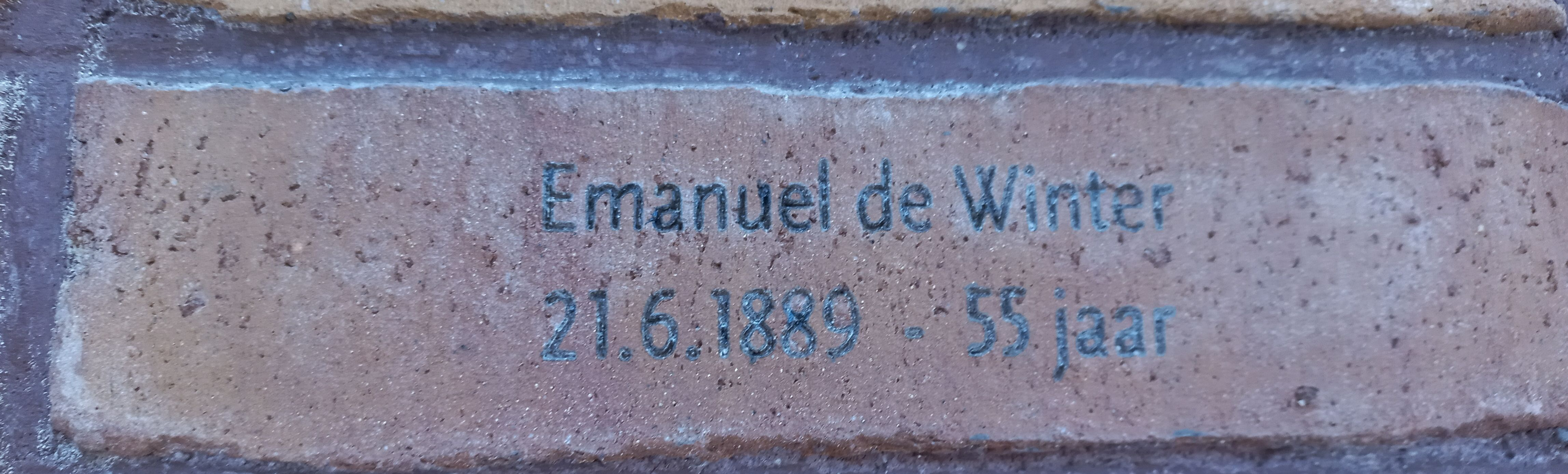
Naamsteen Emanuel de Winter in Holocaust Namenmonument (mei 2023)

Rosa (Roosje) de Winter-Levy (Gelsenkirchen, 9 juni 1905 - Amstelveen, 16 oktober 1985) was een Nederlandse Holocaustoverlevende. Over haar ervaringen in concentratiekamp Auschwitz schreef ze kort na de oorlog het boek Aan de Gaskamer Ontsnapt! dat in september 1945 werd gepubliceerd door Uitgeversmaatschappij C. Misset. In Auschwitz raakte ze bevriend met Edith Frank en was getuige van haar overlijden. Op 2 maart 2023 verscheen het boek In Birkenau over de ervaringen van De Winter-Levy.

## Levensloop
De Winter-Levy werd geboren in het Duitse Gelsenkirchen op 9 juni 1905. Ze was de dochter van Jonas Levy en Adelheid Hamberg. Nadat haar beide ouders aan de Spaanse griep waren overleden, verhuisde ze naar Nederland. Ze trouwde op 7 september 1927 in Wisch met de Zutphense slager Emanuel de Winter (1889-1944). Een jaar later werd hun dochter Judik (Judy) de Winter geboren.
Vanaf eind maart 1943 was het voor Joden niet langer toegestaan om in de provincie Gelderland te wonen. De Winter-Levy en haar man en dochter werden opgeroepen zich te melden in Kamp Vught, maar besloten om begin april 1943 onder te duiken. Het gezin kwam terecht bij een boerenfamilie in de Achterhoek. Op 16 juli 1944 werd het gezin op hun onderduikadres ontdekt en werden zij na een verhoor in Velp overgebracht naar het Huis van Bewaring in Arnhem. Enkele dagen later, op 22 juli 1944, werden zij gedeporteerd naar Kamp Westerbork. In Westerbork kwamen zij terecht in strafbarak 67, waar ook de acht onderduikers uit Het Achterhuis zaten. In Kamp Westerbork was De Winter-Levy werkzaam in de batterijensloperij.
Op 3 september 1944 gingen De Winter-Levy, haar man en dochter mee met het laatste transport naar Auschwitz. Emmanuel, de man van De Winter-Levy, werd direct na aankomst omgebracht. De Winter-Levy en haar dochter werden geselecteerd voor dwangarbeid. In Auschwitz kreeg ze het nummer A25250 op haar arm getatoeëerd. De Winter-Levy en haar dochter kwamen in barak 29 terecht, waar ook Anne Frank, Margot Frank en Edith Frank-Holländer verbleven. Op 26 oktober 1944 werd De Winter-Levys dochter geselecteerd voor transport naar Kratzau, een sub-kamp van Groß-Rosen. Enkele dagen later werden Anne en Margot Frank naar Bergen-Belsen gedeporteerd. Hierdoor bleven zowel De Winter-Levy als Edith Frank achter in Auschwitz zonder hun dochters. De Winter-Levy schreef na de oorlog in haar boek dat zij elkaar troostten en vriendinnen werden.
Zowel Edith Frank als De Winter-Levy werden door de erbarmelijke omstandigheden in het kamp ziek. De twee kwamen elkaar in de ziekenbarak opnieuw tegen. Ze omschreef Edith als "een schim" die enkele dagen later aan uitputting overleed. Op 27 januari 1945 werd Auschwitz bevrijd door het leger van de Sovjet-Unie.

## Na de Tweede Wereldoorlog
De Winter-Levy ontmoette Otto Frank in Katowice. Op 22 maart 1945 vertelde zij hem dat Edith Frank was overleden. Op 31 mei 1945 kwam De Winter-Levy aan in Nederland waar ze in Roermond werd herenigd met haar dochter.
De Winter-Levy was in 1964 een van de getuigen in het tweede Auschwitzproces dat plaatsvond in Frankfurt am Main. Over haar ervaringen in Auschwitz zei zij in 1945 "Niemand die het niet heeft meegemaakt kan begrijpen wat dit voor ons betekende". De Winter-Levy bleef haar gehele leven bevriend met Otto Frank. Ze overleed op 16 oktober 1985 in Amstelveen en werd begraven op de Gan Hasjälom begraafplaats in Hoofddorp. Haar dochter overleed in augustus 2019.